# Хлорат кадмия
Хлорат кадмия — неорганическое соединение,
соль кадмия и хлорноватой кислоты с формулой Cd(ClO3)2,
бесцветные кристаллы,
растворяется в воде,
образует кристаллогидраты.

## Получение
- Обменная реакция сульфата кадмия и хлората бария:

{\displaystyle {\mathsf {CdSO_{4}+Ba(ClO_{3})_{2}\ {\xrightarrow {}}\ Cd(ClO_{3})_{2}+BaSO_{4}\downarrow }}}

## Физические свойства
Хлорат кадмия образует бесцветные кристаллы.
Растворяется в воде, ацетоне и этаноле.
Образует кристаллогидрат состава Cd(ClO3)2•2H2O, который плавится в собственной кристаллизационной воде при 80°С.